# Lupșanu
Lupșanu est une commune roumaine située dans le județ de Călărași.